# Conca de Sudbury

La Conca de Sudbury (en anglès Sudbury Basin, Sudbury Structure o la Sudbury Nickel Irruptive) és una gran estructura geològica a Ontario, Canadà. És el segon cràter d'impacte més gran del món i també un dels més antics.

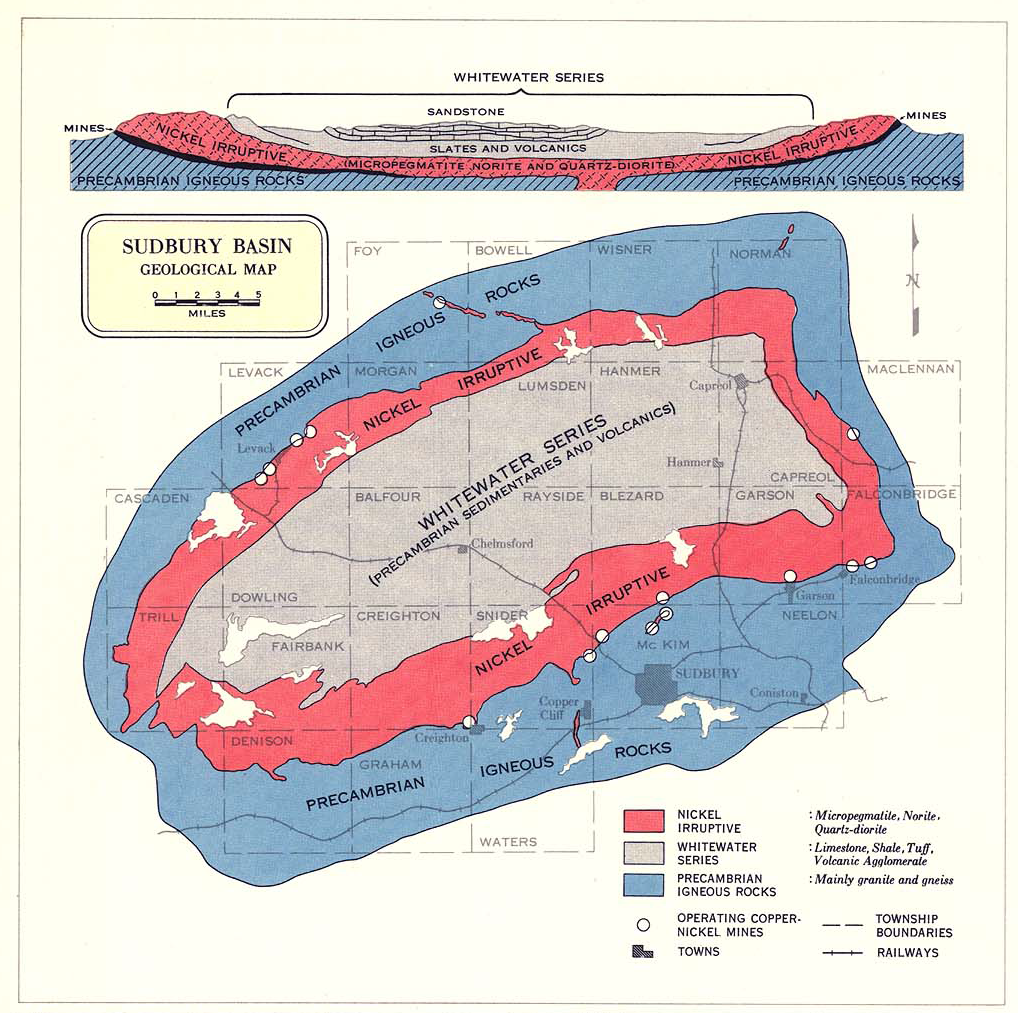
Mapa geològic de la conca.

Aquesta conca està situada a l'Escut canadenc (Canadian Shield) a la ciutat de Greater Sudbury, Ontario.
La Conca de Sudbury Basin està situada prop de moltes altres estructures geològiques, incloent l'anomalia magnètica de Temagami (Temagami Magnetic Anomaly), el cràter d'impacte del Llac Wanapitei, el final occidental de l'Ottawa-Bonnechere Graben, la Grenville Front Tectonic Zone i la part oriental de la Zona Tectònica dels Grans Llacs (Great Lakes Tectonic Zone).

## Formació

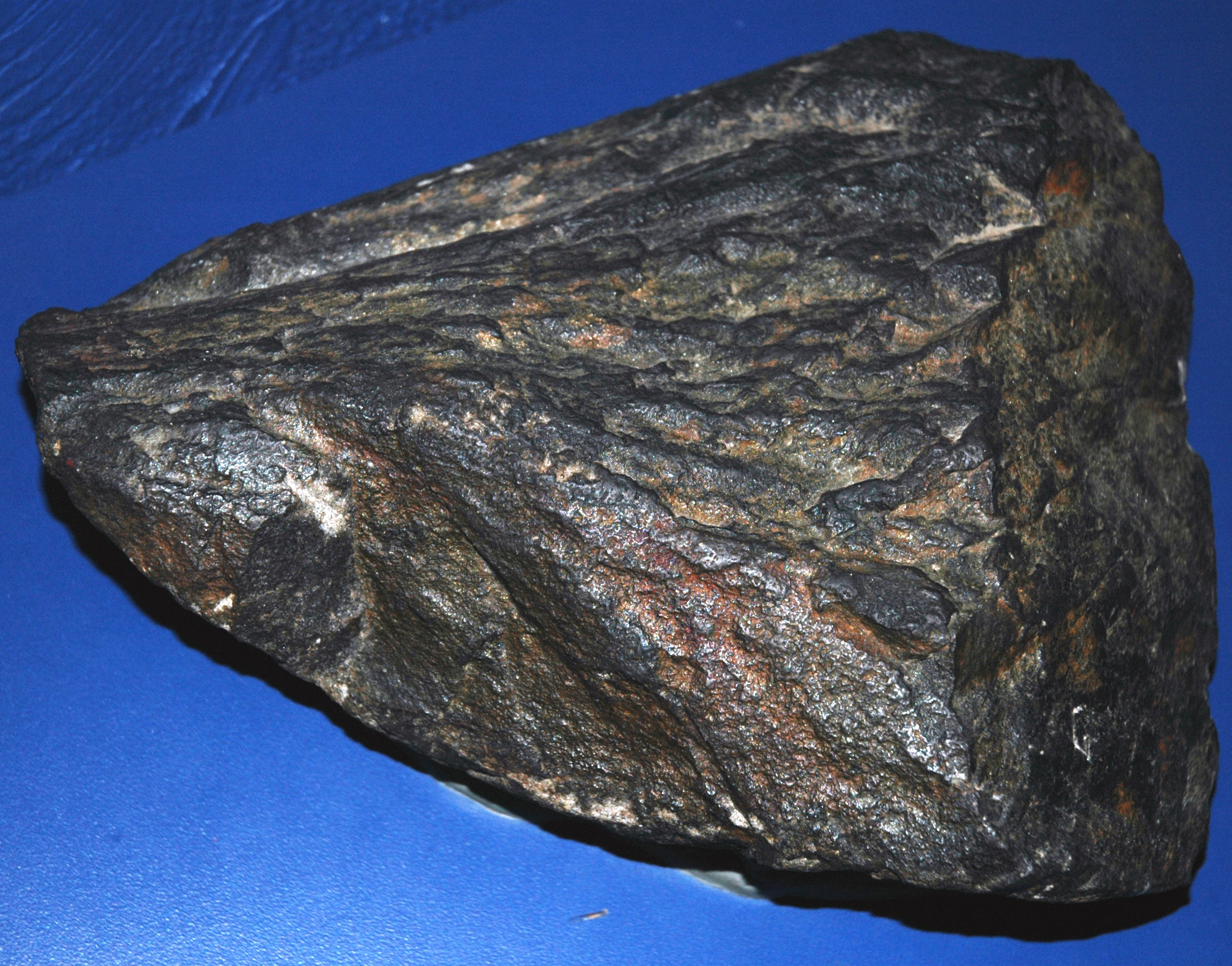
Shatter cone del Cleveland Museum of Natural History.

La Conca de Sudbury es va formar com a resultat d'un impacte dins el supercontinent Colúmbia per un bòlid aproximadament de 10-15 km de diàmetre que va passar fa 1.849 milions d'anys en l'era del Paleoproterozoic.
Els residus de l'impacte es van distribuir per una zona d'1.600.000 km² i arribaren fins a Minnesota.
Els processos geològics posteriors han deformat el cràter fins a donar-li l'actual forma oval.

## Estructura
L'extensió total de la Conca de Sudbury és de 62 km de llargada i 30 km d'amplada amb una fondària de 15 km.